# Liste von Zen-Meistern
Die Liste von Zen-Meistern umfasst Meister aus allen Zen Schulen, deren Verfahren für die Dharma-Übertragung (chinesisch 傳衣, Pinyin chuányī, W.-G. ch’an-i – „Weitergabe des Gewandes“; alternativer Begriff japanisch 嗣法 shiho), ein Begriff des chinesischen Chan, des japanischen Zen und des vietnamesischen Thiền, der den Vorgang der Nachfolgeermächtigung oder Lehrberechtigung eines Meisters gegenüber einem Schüler bezeichnet. Die Liste strebt, soweit dies möglich ist, Vollständigkeit an.

## A
- M. Shudo Andre (* 1953), ist ein deutscher Zen-Meister, der seit 1978 Zazen praktiziert und ab 1979 Schüler von Taisen Deshimaru war. Seit 1979 leitet er das Hamburger Zen-Dojo Ryumon. Nach dem Tod von Deshimaru Roshi wurde er 1982 Schüler vom Soto Zen-Meister Ludger Tenbreul, von dem er auch die Dharma-Übermittlung erhielt.[1]

- Robert Baker Dairyu Chotan Aitken (1917–2010), war ein US-amerikanischer Literaturwissenschaftler, Friedensaktivist, Zen-Lehrer und Zen-Meister. In Deutschland ist er in erster Linie durch seine Praxisanleitung Zen als Lebenspraxis bekannt sowie als Lehrer von Rolf Drosten (Gründer der „Wolken-und-Mond-Sangha“[2]). Seine Autorisierung erhielt er von dem japanischen Zen-Meister Yamada Koun. Aitken gehörte zu den ersten, die auf die Notwendigkeit einer ökologischen Betrachtungsweise aufmerksam machten. Zusammen mit Anne Hopkins Aitken, Gary Snyder und anderen gründete er die Buddhist Peace Fellowship[3]

## B
- Stefan Bauberger (* 1960), ist ein deutscher Jesuit, Physiker, Philosoph und Priester. Er wurde vom indischen Jesuiten Ama Samy SJ. als Zen-Meister der Sanbo Kyodan bzw. Sanbo-Zen Linie autorisiert.
- Charlotte Joko Beck (1917–2011)[4], war eine US-amerikanische Zen-Lehrerin und eröffnete 1983 das San Diego Zen Center, das sie bis Juli 2006 leitete.[5] Sie erhielt die Dharma-Übertragung von Taizan Maezumi Roshi (Sōtō-shū). Mehrere ihrer Dharma-Erben sind praktizierende Psychologen/Psychiater.[6]
- Claus Heiki Bockbreder (* 1948), ist deutscher Naturwissenschaftler, Arzt, Psychotherapeut und Soto Zen-Meister. Seit 1980 praktiziert er Zazen. Im Jahr 1995 erfolgte die Gründung des Zen-Dojo in Melle. Von 1994 bis 2001 studierte er Buddhismus unter Geshe Thubten Ngawang am Tibetischen Zentrum e.V. in Hamburg. Im Jahr 2018 gründete er das Zendo Osnabrück. Im Jahr 2024 erhielt Bockbreder von seinem Meister Roland Yuno Rech das Shiho, wodurch die Authentizität seiner Unterweisung bestätigt wurde.[7]
- Taego Bou (1301–1382), war ein koreanischer buddhistischer Son-Meister, der in Goryeo lebte. Sein Name bedeutet „Große alte und universelle Dummheit“. Er ist zusammen mit Jinul der Mitbegründer des Jogye-Ordens. Er soll das Rinzai-Zen nach Korea gebracht haben. Außerdem beruft sich der 1969 in Korea gegründete Taego-Orden auf seinen Namen.[8]
- Missen Michel Bovay (1945–2009), war Schweizer Zen-Meister der Sōtō-shū, Präsident und Lehrer der Association Zen Internationale und leitete das Zen-Dōjō sowie den Tempel Muijo (Schloss der Nicht-Angst) in Zürich (Schweiz).[9] Er erhielt die Dharma-Übermittlung (shiho) von Yuko Okamoto Roshi und wurde von den Haupttempeln des Soto-Zen, Eiheiji und Sojiji, als Meister bestätigt.
- Niklaus Brantschen (* 1937), ist ein Schweizer Jesuit, Zen-Meister der White Plum Sangha-Linie und mit Pia Gyger Mitgründer des Lassalle-Instituts innerhalb des Lassalle-Hauses in Bad Schönbrunn. 1999 erhielt er die Bestätigung zum Zen-Meister („inka shōmei“) von Glassman Roshi.
- Edward Espe Brown (* 1945), ist ein US-amerikanischer Zen-Lehrer, -Meister und Buchautor. Er unterrichtet Zen, Zen-Kochen, Yoga und Chi Gong. Brown wurde durch den Dokumentarfilm How to Cook Your Life von Doris Dörrie einem breiteren Publikum im deutschsprachigen Raum bekannt. Er bekam die Dharma-Übertragung von Mel Weitsma.

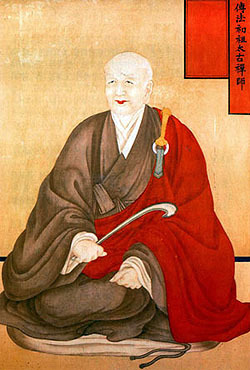
Taego Bou (1301–1382)
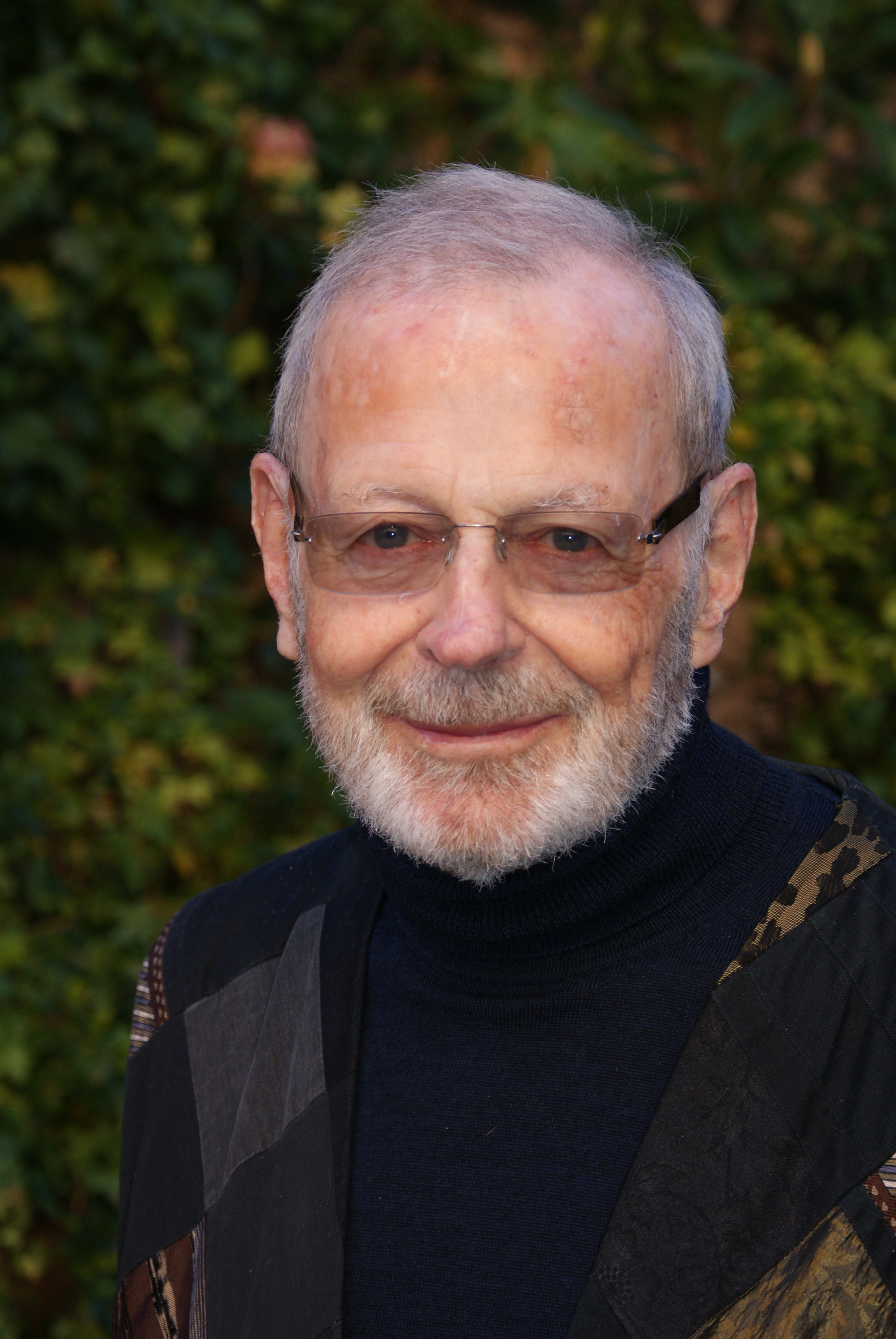
Niklaus Brantschen (2017)
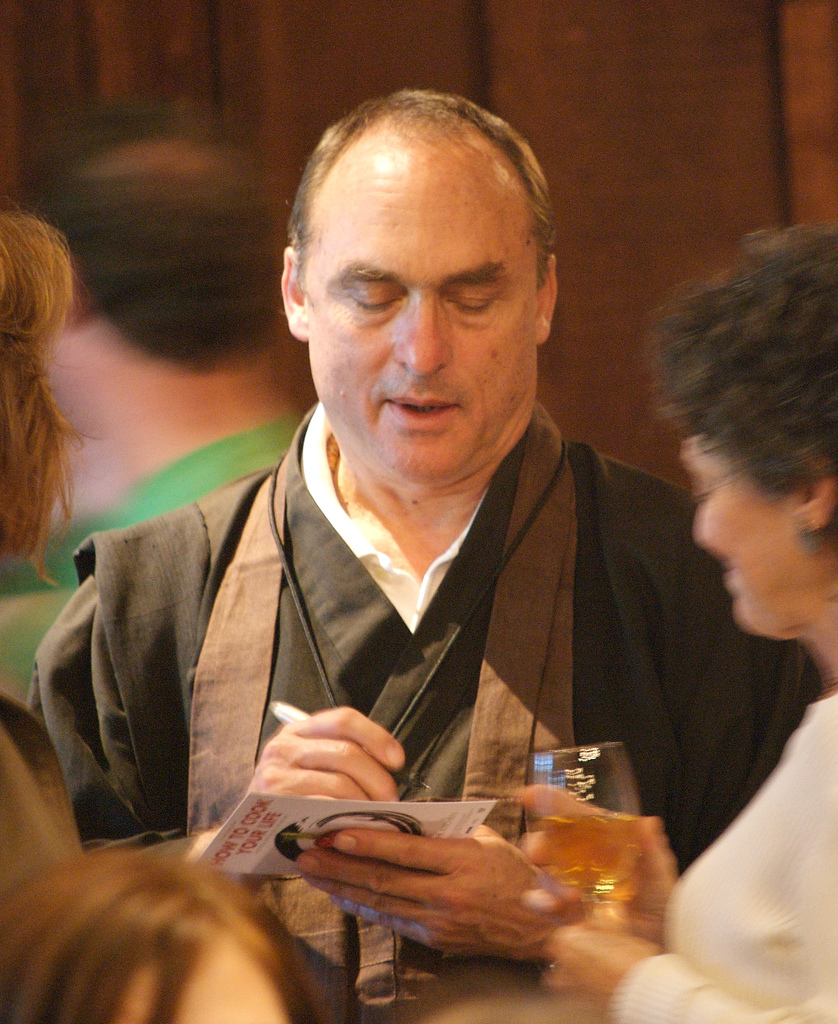
Edward Espe Brown

## C
- Chih-wei (646–722; J. Chii), war ein chinesischer Zen-Mönch aus der T'ang-Periode (618–907). Er soll der fünfte Patriarch der Ochsenkopfschule des frühen Zen gewesen sein. Zusammen mit seinem Meister Fa-ch'ih hat Chih-wei eine Weile lang unter dem fünften Patriarchen des Zen, Hungjen (601–674), praktiziert und von ihm die Dharma-Übertragung erhalten. Danach sind sie beide nach Niu-t'ou zurückgekehrt, wo sie eine kurze Wiederbelebung der Ochsenkopfschule angeführt haben.[10]
- Zhaozhou Congshen (Pinyin Zhàozhōu Cōngshěn, W.-G. Chao-chou Ts'ung-shen; jap. Jōshū Jūshin; 778–897) war ein Meister des Chan. Seine Koans im Biyan Lu und im Wumenguan zählen zu den bekanntesten.
- Anton Tenkei Coppens (* 1949), ist ein niederländischer Zen-Meister, Autor und Gründer des Zen River Zentrums in den Niederlanden. Er praktiziert Zen seit 1976 unter anderem mit Maezumi Roshi und Genpo Roshi in den USA. Nach der Dharma-Übertragung 1996 assistierte er Genpo Roshi vier Jahre und praktizierte dann mit Maezumi Junyu Kuroda Roshi in Japan. Coppens gründete das Zen River Zentrum und erhielt 2006 das Inka von Genpo Roshi.[11]
- Philippe Coupey (* 1937), ist US-amerikanischer Autor, Zen-Mönch sowie -Meister[12] in der Sōtō-Traditionslinie[13] und lehrt in über dreißig Dōjōs in Frankreich, Deutschland, Großbritannien und der Schweiz.Hierarchien, Rituale und Zeremonien verzichten. Er erhielt die Dharma-Übertragung von Meister Kojun Kishigami im Pariser Zen Dojo.[14] Coupey hat Zen Einfaches Sitzen (Shikantaza) mitgegründet. Das ist ein Zusammenschluss alter Zen-Schüler in der Deshimaru-Linie. Diese praktizieren ein Zen, das auf klerikale Hierarchien, Rituale und Zeremonien verzichtet.

## D
- Lanxi Daolong (jap. Rankei Dōryū; 1213–1278), war ein chinesischer Chan-Meister und Kalligraph, der wesentlich dazu beitrug, Zen in Japan als eigenständige Schule zu etablieren. Sein postumer Ehrentitel lautet Daikaku Zenji[15]
- Taisen Deshimaru (1914–1982), war ein japanischer Gründer des ersten Zen-Tempels Europas La Gendronnière und der Association Zen Internationale (AZI), die die größte zen-buddhistische Gruppe (Sangha) in Europa ist[16] und Autor. In den 1970er-Jahren erhielt er von Meister Yamada Reirin, dem damaligen Leiter des von Eihei Dōgen Zenji gegründeten Eihei-ji-Tempels in Japan, Shihō[17]
- Dōgen Zenji (1200–1253). Meister Dōgen, war ein Lehrer und Zen-Meister des japanischen Zen-Buddhismus, Autor und einflussreicher Abt. Er übertrug die Chan-Schule mit der rituell und kollektiv geübten Sitzmeditation Zazen aus China nach Japan. In seinen Schriften zeigen sich die Besonderheiten seiner Praxis und Lehre: Shikantaza („nur sitzen“), Hishiryō („das dem Denken Unermessliche“), Shoshin Tanza („regelmäßige Übung“) und Shinjin datsuraku („Körper und Geist abstreifen“). Er setzte auch die Praxis des Zazen mit der Buddhaschaft gleich. Dōgen bezeichnet in seinen Schriften nur Myōzen (der in China starb) und Rujing als seine „senshi“ (früheren Lehrer). Das Kloster, das er übernahm und ausbaute, nannte er Eihei-ji. Außer der Halle für Zazen (Zendo) übernahm Dōgen auch andere Bestandteile des Klosteraufbaus und der Mönchsorganisation aus China.
- Brigitte D’Ortschy (1921–1990), war die erste deutsche Zen-Meisterin und bekannt unter dem Namen Koun-An Doru Chiko Roshi. Ihr Lehrer war Yamada Koun von der Zenvereinigung Sanbo.
- Claude Durix (1921–2012), war ein französischer, Autor, Mediziner und Zenmeister. Er übte Judo, Kendō, Iaidō sowie Aikidō und lernte dadurch Zen in Japan kennen. Durix gründete Zen-Gruppen in Casablanca, Rabat und in Marrakesch.

## E
- Hakuin Ekaku (1686–1769), gilt als der Vater der modernen Rinzai-shū, die er reformierte und erneuerte, indem er möglichst einfache Praktiken lehrte und sie für Laien verständlich formulierte.
- Myōan Eisai (1141–1215), war ein japanischer buddhistischer Priester, der die Rinzai-Schule des Zen-Buddhismus und den Tee von China nach Japan gebracht hat. Er wird oft einfach als Eisai Zenji (Meister Eisai) bezeichnet.
- Bankei Eitaku (Yōtaku), auch Bankei Kokushi (1622–1693), ist einer der populärsten japanischen Zen-Meister der Rinzai-Schule der wesentlich zu einer Neubelebung des japanischen Zen beitrug.
- Hugo Enomiya-Lassalle (1898–1990), war ein deutsch-japanischer Jesuit der als ein Wegbereiter der Verständigung zwischen Zen-Buddhismus und Christentum angesehen werden (Christlich-buddhistischer Dialog) kann.

## F
- Keidō Fukushima (jap. Fukushima Keidō; 1933–2011), war ein japanischer Rinzai-Zenmeister, der dem Tōfuku-ji in Kyōto als Abt vorstand. Unter seiner Leitung praktizierten auch Nicht-Japaner, darunter der deutsche Zen-Meister Muhō Nölke, im Tōfuku-ji.

## G
- Tammy Myoho Gabrysch (* 1961), ist eine britische Zen-Meisterin. Sie absolvierte ein Studium der Bildenden Künste in Manchester und arbeitete als freischaffende Künstlerin und Musikerin, bis sie 1988 Genpo Roshi traf. Im Anschluss daran lebte sie zwölf Jahre im Zen-Kloster in Maine und Utah. Dort entdeckte sie ihre Berufung als Chefköchin (Tenzo). Im Jahr 2000 absolvierte sie ein Studium bei Junyu Kuroda Roshi und schloss später eine Soto-Tempelausbildung im Tosho-ji ab. Im Jahr 2008 erhielt sie die Dharma-Übertragung von Genpo Roshi und im Jahr 2018 von Inka. Sie ist Mitgründerin des niederländischen Zen River Temple der White Plum Asanga.[18]
- Bernard Tetsugen Glassman (1939–2018), war ein US-Zenmeister und Sachbuchautor. Er entstammte einer jüdischen Familie und war Initiator und Manager der Zen-Peacemakers, einer Gruppe sozial engagierter Buddhisten. Gemeinsam mit Menschen vieler Religionen übte er Offenheit, besonders an gesellschaftlichen Schmerzorten wie dem Ankunftsgleis im ehemaligen KZ Auschwitz oder auf den Straßen in New York unter Obdachlosen.[19]
- Pia Gyger (1940–2014), war eine schweizerische Heilpädagogin, Psychologin, Kontemplationslehrerin, Zen-Meisterin und Mitgründerin des Lassalle-Instituts und der Glassmann-Lassalle Zenlinie[20], Sie wurde durch Bernard Glassman Roshi von der White Plum Asanga, zur Zen-Meisterin „Jin-Ju“ ernannt.

## H
- Joan Jiko Halifax (* 1942) ist eine US-amerikanische Anthropologin, Ethnologin, Zen-Buddhistin, Autorin und Menschenrechtsaktivistin. Sie ist Gründerin, Äbtissin und Lehrerin des Upaya Institute and Zen Center, in Santa Fe (New Mexico), praktizierte bei dem Zen-Lehrer Seung Sahn und war Lehrerin von dessen Kwan-Um-Zen-Schule. Halifax erhielt die Dharma-Übertragung von Bernard Glassman.[21]
- Shōdō Harada (jap. Harada Shōdō; * 1940), ist ein japanischer Zen-Meister. Er ist ein Vertreter der Rinzai-Schule und Nachfolger von Yamada Mumon. Harada Roshi betreut Zendos in Ungarn, Polen, Litauen, Lettland, Italien, Dänemark, Mexiko und vielen weiteren Ländern.
- Carl Hooper (* 1943), Philosoph, Jesuit, Zen-Meister. Gründer und Lehrer des Bodhimount Zendo in Armidale im australischen Bundesstaat New South Wales.[22][23]
- Ho-un-Ken Roshi siehe Johannes Kopp.
- Baizhang Huaihai (jap. Hyakujō Ekai; 720–814), war ein chinesischer Zen-Meister zur Zeit der Tang-Dynastie. Er stand in der Dharma-Tradition von Mazu Daoyi. Zu seinen Schülern gehörten Huangbo Xiyun, Linji Yixuan und Zhenzhou Puhua.
- Dazu Huike (Pinyin Dàzǔ Huìkě, jap. gleiche Schreibung; Taiso Eka) (484–590 n. Chr. oder 487–593), ist der zweite Patriarch des Chan-Buddhismus in China. Sein unmittelbarer Vorgänger war Bodhidharma.
- Dàjiàn Huìnéng (jap. Daikan Enō; 638–713), war ein chinesischer Meister des Chan-Buddhismus. Er wird weithin als eine der wichtigsten Figuren in der gesamten Zen-Tradition angesehen. Er gilt als Begründer der sogenannten Südlichen Schule des Chan, die auch als Schule der plötzlichen Erleuchtung bekannt ist. Darüber hinaus ist er der Autor des Plattform-Sutra, das für die Entwicklung der „Südlichen Schule“ des Chan von großer Bedeutung war.
- Wu-men Hui-k'ai siehe Ekai Mumon.
- Genshō Hōzumi (jap. Hōzumi Genshō; * 1937), ist ein japanischer Zen-Meister, Dozent und Autor. Seit 1973 beteiligt sich Hōzumi Rōshi am spirituellen Austausch und dem interreligiösen Dialog der Weltreligionen beteiligt.[24] Er gründete das Kyōto Kokusai Zendo (Internationales Zen-Center Kyōto), in dem in- und ausländische Praktizierende mit Praxis und Lehre des Zen vertraut gemacht werde

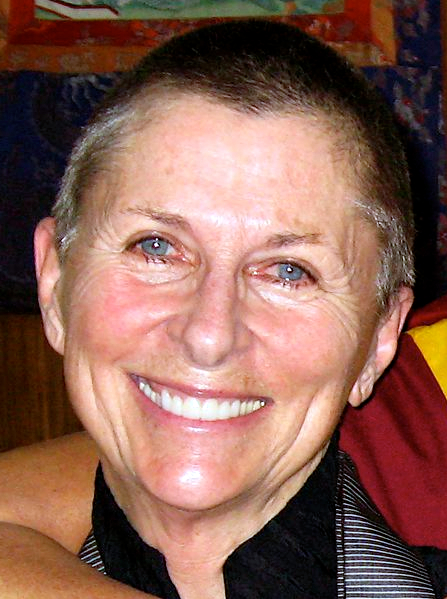
Joan Halifax
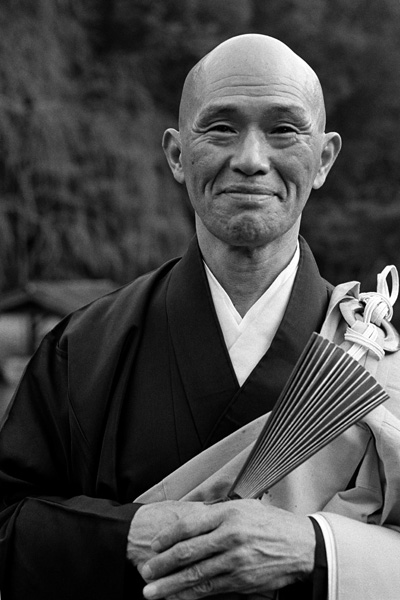
Shodo Harada
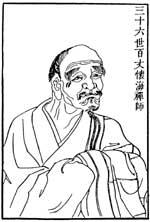
Baizhang Huaihai
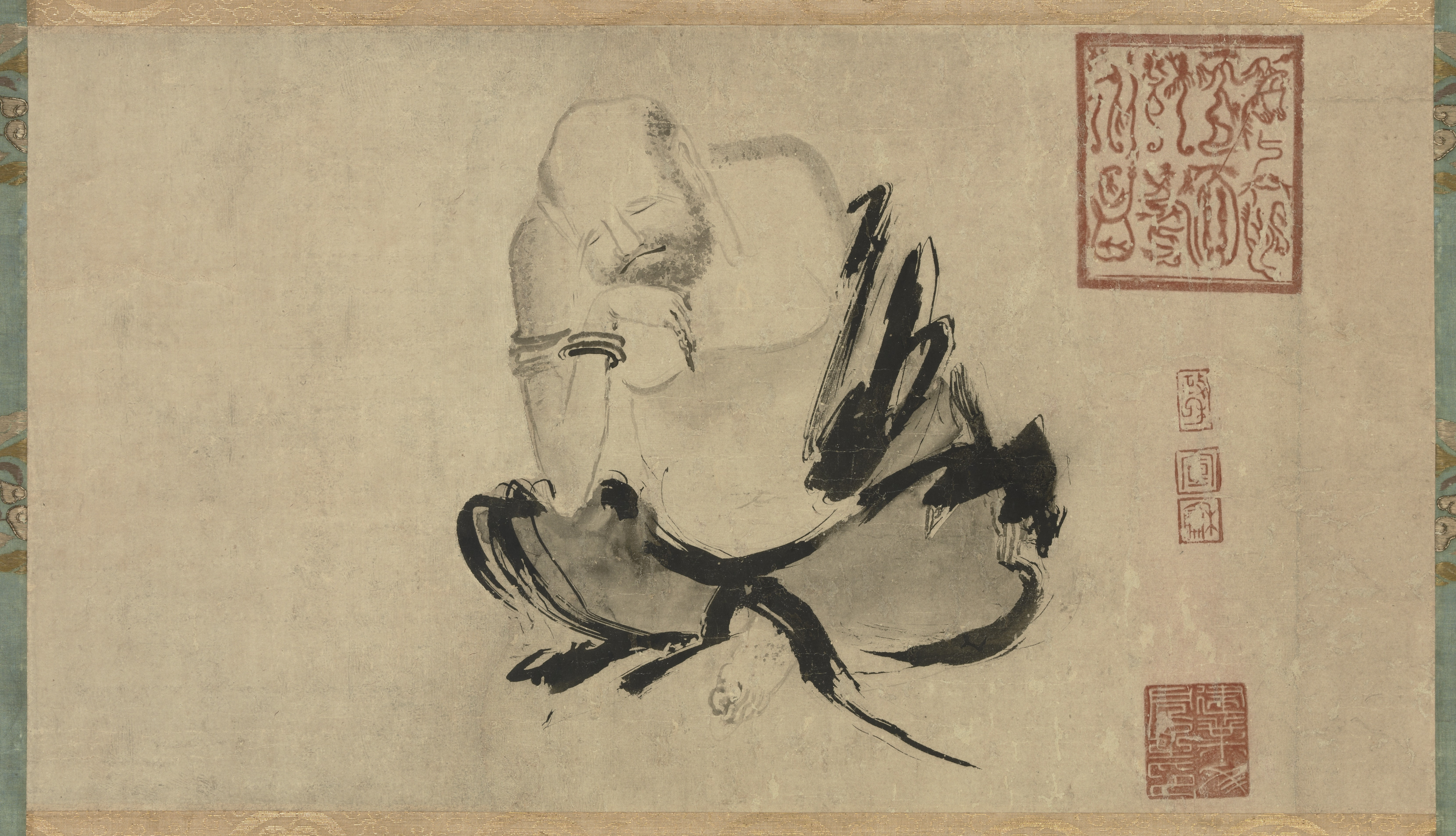
Dazu Huike
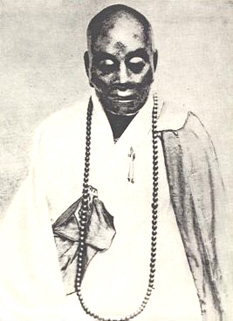
Huineng
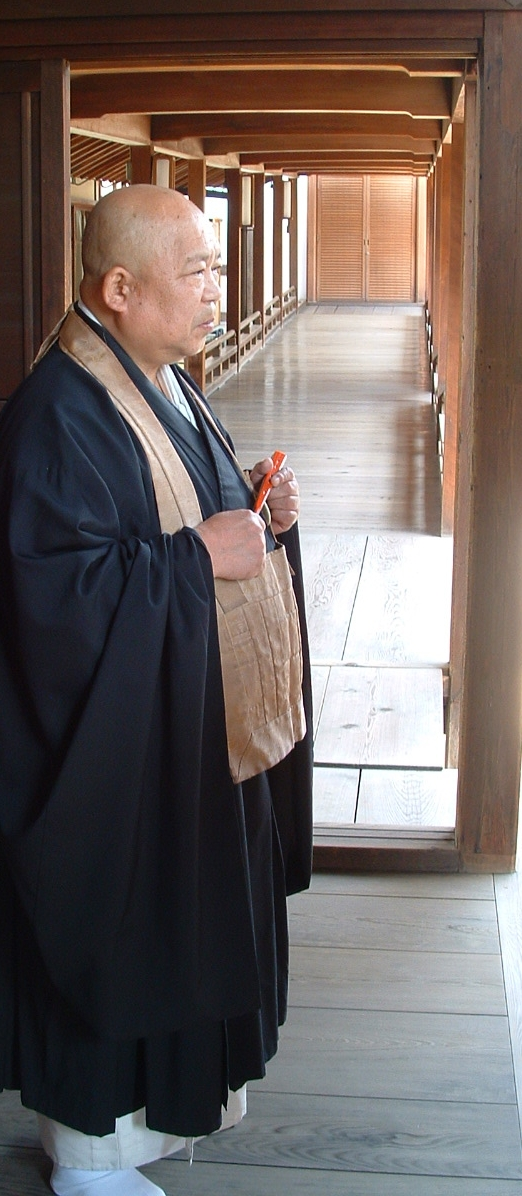
Genshō Hōzumi

## I
- Ikkyū Sōjun (1394–1481), war ein japanischer Zen-Meister, Dichter und einer der Schöpfer der japanischen Teezeremonie. 1418 erlebte er sein Satori und bekam von Meister Kaso den Dharma-Namen Ikkyū (ein Halt). In der Rinzai-Zen-Tradition ist er sowohl Ketzer als auch Heiliger. Ikkyū war unter den wenigen Zenpriestern, die argumentierten, dass ihre Erleuchtung durch den Umgang mit Frauen vertieft worden sei.
- Ingen (1592–1673), war ein chinesischer Zen-Meister (chinesisch: Yin-Yüan) der in Japan die dritte bedeutende Zen-Schule, die Ōbaku-shū begründete. Yin-Yüan wird in Japan immer als Ingen bezeichnet, dabei ist er nicht zu verwechseln mit anderen gleichnamigen Mönchen, deren Namen mit anderen Kanji geschrieben, jedoch gleich gelesen werden, so z. B. der Sohn Taira Motohiras oder der Abt des Kenchō-ji.

## J
- Willigis Jäger (1925–2020) mit dem Zen-Namen Ko’un Rōshi, war ein deutscher Benediktinermönch und Zen-Meister. 2009 gründete er die eigene Zen-Linie Leere Wolke[25] und erhielt vom chinesischen Chan-Großmeister Jing Hui die Bestätigung als Chan-Meister.
- Keizan Jōkin (1264–1325), war ein buddhistischer Mönch der zur Kamakura-Zeit in Japan wirkte. Er gilt neben Eihei Dōgen als einer der Gründer der japanischen zen-buddhistischen Sōtō-shū und war Gründer des Yōkō-ji. Keizan erhielt die Dharma-Übertragung von Tettsū Gikai, wie aus seiner Autobiografie hervorgeht. Er war der erste japanische Zen-Mönch, der sein eigenes Leben beschrieb.[26]
- Jōshū Jūshin siehe Zhaozhou Congshen.
- Taïkan Jyoji (* 1941 als Georges Frey), ist ein französischer Rinzai Zen-Meister. Er leitet das Centre de la Falaise Verte in Saint-Laurent-du-Pape (Département Ardèche), ein Zentrum der Rinzai-Zen-Tradition.

## K
- Kojun Kishigami (* 1941), ist ein japanischer Zen-Meister in der Soto-Linie, lebt in Japan in der Präfektur Mie und hat Schüler in Japan, Frankreich und Deutschland. Er bekam das Shiho, die Übertragung des Dharma, von Kodo Sawaki und war Mitschüler von Taisen Deshimaru.
- Bankei Kokushi siehe Bankei Eitaku.
- Johannes Kopp (1927–2016) auch bekannt unter dem Namen Ho-un-Ken Roshi, war ein deutscher Pallottinerpater und Zen-Meister der Sanbo-Kyodan-Linie (heute Sanbō Zen). Er wurde zusammen mit Hugo Makibi Enomiya-Lassalle und Willigis Jäger zu einem der Wegbereiter der Begegnung von Zen-Buddhismus und Christentum in Deutschland und gehörte zur ersten Generation christlicher Zen-Lehrer in Europa.
- Imakita Kōsen (1816–1892), war ein japanischer Mönch und Meister der Rinzai-Schule des Zen-Buddhismus und Anhänger des Neokonfuzianismus. Er stand dem Engaku-ji-Tempel in Kamakura als Abt vor.
- Yamada Kôun (1907–1989), kann als einer der Stammväter von Zen-Buddhismus und Zen-Meditation im Westen gelten.[27] Seine Lehre betonte Offenheit und Mitgefühl gegenüber allen Menschen, unabhängig von Nation, Kultur, Glaubensrichtung oder Geschlecht.[28] Er leitete die unabhängige Zen-Vereinigung Sanbô Kyôdan (heute Sanbô Zen).[29] Er bildete auch zahlreiche Priester und Pastorinnen aus dem Westen aus wie P. Hugo Enomya Lassalle, P. Willigis Jäger, P. P. Niklaus Brantschen, Gundula Meyer[30] und Schwester Ludwigis Fabian[31], die dafür sorgten, dass die Zen-Philosophie in der westlichen Kultur Fuß fasste.[32] International bekannt wurden u. a. auch Zen-Meister und -Meisterinnen wie Robert Aitken, Brigitte D’Ortschy, David R. Loy, Pia Gyger, Joan Rieck[33] und weitere westliche Lehrende.[34]
- Chân Không, (* 1938)[35] ist eine im Ausland lebende vietnamesische buddhistische Bhikkhunī (Nonne) und Friedensaktivistin, die eng mit Thích Nhất Hạnh zusammengearbeitet hat. 1982 gründete sie in der Dordogne zusammen mit Thích Nhất Hạnh das Plum Village (Dorf der Pflaumenbäume), ein buddhistisches Meditationszentrum. Sie half ihm internationale spirituelle Retreats zu organisieren.[35]
- Daehaeng Kunsunim, (1927–2012), war eine koreanische Seon-Meisterin. Sie wurde als eine der wenigen Frauen zu den bedeutendsten buddhistischen Meistern ihrer Zeit gezählt. In ihrer Lehre gibt es keinen Unterschied zwischen Alltagswirklichkeit und spiritueller Erfahrung, höchster Weisheit und tatkräftiger Lebenspraxis. Sie sieht den Kern der Buddha-Lehre, jenseits von starren Ritualen oder vergeistigter Überhöhung, in der uneigennützigen Hilfsbereitschaft in Verbundenheit mit allen Wesen.

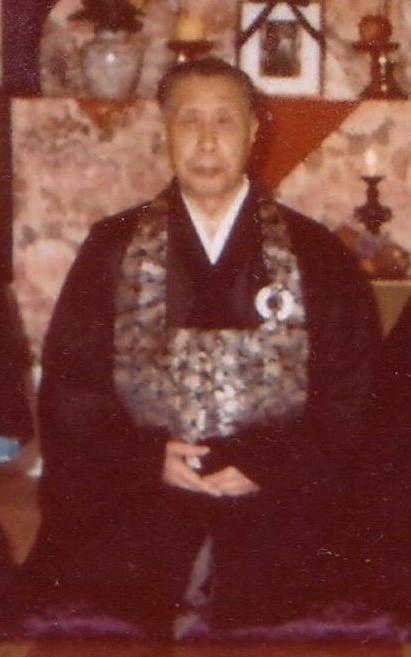
Yamada Kôun
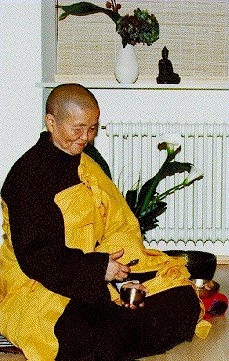
Meisterin Chân Không
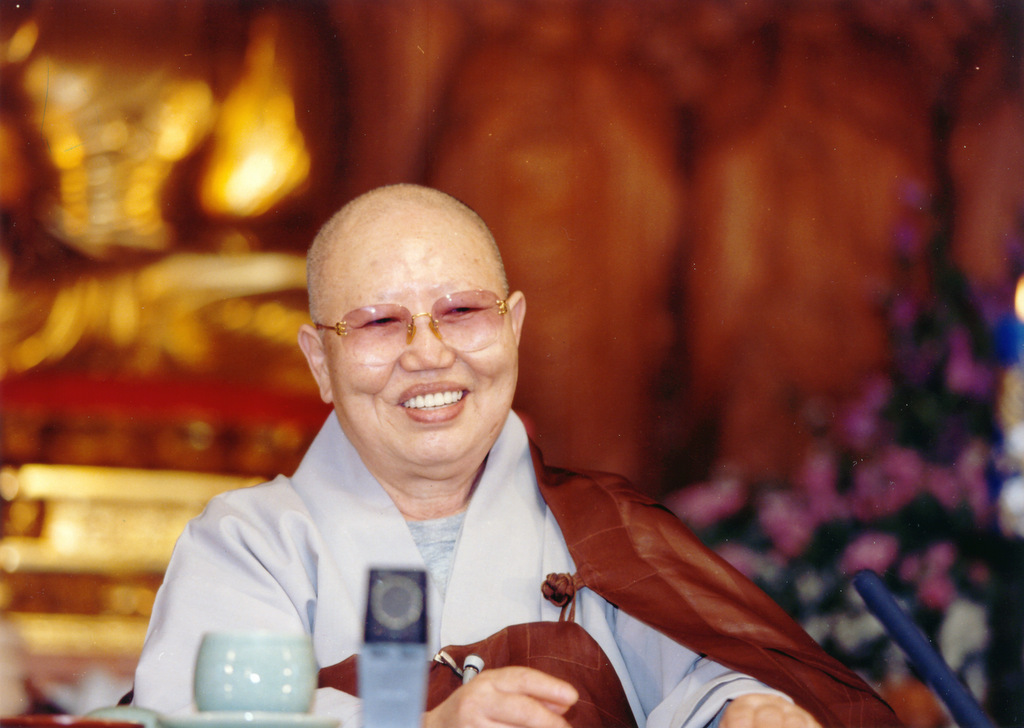
Daehaeng Kunsunim

## L
- Linji Yixuan (jap. Rinzai Gigen; † 866/867), war der Begründer der nach ihm benannten chinesischen Schule Linji zong des Meditationsbuddhismus, die in der Folge auch in Korea (kor. Seon), in Japan und in Vietnam (viet. thiền) Fuß fasste. Am bekanntesten ist die japanische Rinzai-shū, ein Zweig des Zen-Buddhismus. Einige seiner wichtigsten Dharma-Vorträge, Unterweisungen und Dialoge wurden von seinen Schülern im Linji Lu (jap. Rinzai Roku) überliefert.
- Hugo Makibi Enomiya-Lassalle (1898–1990), war ein deutsch-japanischer Jesuit und ein Wegbereiter der Verständigung zwischen Zen-Buddhismus und Christentum (Christlich-buddhistischer Dialog). Er gründete das Meditationshaus Kloster Dietfurt, das als das älteste „christliche Zen-Kloster“ im deutschsprachigen Raum gilt. Von Lassalle angeregt wurden u. a. Willigis Jäger, Niklaus Brantschen, Pia Gyger und Johannes Kopp.
- Eishuku Monika Leibundgut (* ?), ist eine schweizerische Zen-Meisterin und -Nonne der Sôtō-Schule. Sie ist Schülerin vom schweizerischen Zen-Meister Michel Bovay, war über 20 Jahre seine Assistentin, leitet seit dessen Tod das Zen-Dojo Zürich und erhielt 2012 von Gu’en Yuko Okamoto die Dharma-Übermittlung.
- Silvia Hoju Leyer (* 1963), ist eine deutsche Zen-Meisterin und -Nonne der Sōtō-Schule. Seit 1988 praktiziert sie im Kanjizai-Dojo in Aachen, dessen Präsidentin sie ist. Sie erhielt 2024 die Dharma-Übertragung (Shiho) vom französischen Meister Roland Yuno Rech und übersetzt und dolmetscht seine Unterweisungen in die deutsche Sprache.[36]
- Ritsunen Gabriele Linnebach (* 1943), ist eine deutsche Zen-Meisterin, Schülerin von Gudō Wafu Nishijima und Übersetzerin des Shōbōgenzō aus dem japanischen Urtext. 1993 erhielt sie die Dharma-Übertragung von Nishijima Roshi. Sie leitet das Zen-Dōjō I shin den shin in Dresden.[37][38]
- John Daido Loori (1931–2009), war ein US-amerikanischer Zen-Meister, Abt des Zen Mountain monastery und der Gründer des Mountains and Rivers Order sowie CEO von Dharma Communications. Im Jahr 1986 wurde ihm von Taizan Maezumi das Dharma-Übertragung (Shiho) erteilt und 1994 erhielt er offiziell das Dendo Kyoshi-Zertifikat von der japanischen Soto-Schule. Im Jahr 1997 bekam er die Dharma-Übertragung in den Harada-Yasutan- und Inzan-Linien des Rinzai Zen. Neben seiner Tätigkeit als Zen-buddhistischer Priester war Loori auch als Fotograf und Autor tätig und veröffentlichte mehr als zwanzig Bücher.[39][40]

## M
- Mazu Daoyi (Pinyin Mǎzǔ Dàoyī, W.-G. Ma tsu Tao yi; jap. Baso Dōitsu; 709–788), war ein chinesischer Meister des Chan-Buddhismus und gilt als ein herausragender Meister der Tang-Zeit. Als Schüler und Dharma-Erbe von Nanyue Huairang stand Mazu in der direkten Nachfolge des Patriarchen Huineng.
- Gisela Midwer (1931–1999), besser bekannt unter ihren buddhistischen Namen Gesshin Myoko Prabhasa Dharma Roshi, war eine deutsche Rinzai-Zen-Meisterin.[41] Sie wirkte als Zen-Lehrerin in Europa und den Vereinigten Staaten. Auf Basis des vietnamesischen Thiền und des japanischen Zen entwickelte sie Zen-Formen die nicht an eine bestimmte Kultur gebunden sind.
- Heinz-Jürgen Metzger (* 1952). War Dolmetscher und Übersetzer von Zen-Meister Roland Yuno Rech und erhielt von ihm 2010 die Bestätigung der Dharma-Übertragung (Shiho). Seit 1996 Mitglied der spirituellen Leitung des von dem US-amerikanischen Zen-Meister Bernie Glassman gegründeten Auschwitz-Retreats, von dem er 2011 ebenfalls die Bestätigung der Dharmaweitergabe erhielt. Heinz-Jürgen Metzger ist spiritueller Leiter der BuddhaWeg-Sangha und leitet Straßenretreats in verschiedenen deutschen Städten. Zusammen mit Moshe Cohen leitet er Workshops, die Meditation und Clownspiel verbinden.[42]
- Ekai Mumon (1183–1260) (japanisch) oder Wu-men Hui-k'ai (chinesisch), war ein Chán-Meister, der Song-Dynastie (960–1279). Er wurde in der Tradition der Rinzai-Schule ausgebildet und wurde bekannt als Herausgeber und Kommentator der 48-Koan umfassenden Sammlung Die torlose Schranke (japanisch, Mumonkan)[43], die zu den ersten Sammlungen von provozierenden Fragen eines Zen-Meisters an seine Schüler (Koan) und zu den ersten Texten des Zen-Buddhismus gezählt wird.
- Mu-an Hsing'tao (Pinyin: Mùān Xìngtāo, jap. Mokuan Shōtō; 1611–1684), war Zen-Meister und einer der drei chinesischen Gründungsväter der Ōbaku-shū, des Zen-Buddhismus, die nach Japan kamen.
- Musō Soseki (1275–1351), auch Musō Kokushi genannt, war ein japanischer Zen-Meister der Rinzai-Linie, Politikberater, Gartengestalter, Verfasser von Zen-Gedichten und Zen-Sprüchen, Kalligraph und Begründer der japanischen Teezeremonie. Er veröffentlichte insbesondere zahlreiche Gedichte und Schriften zum Rinzai-Buddhismus. Meditation im Garten war nach seiner Ansicht das beste Mittel, um Buddha zu erfahren.

## N
- Fumon Shōju Nakagawa (* 1947), ist japanischer Soto-Priester und seit 1996 Abt des Klosters Daihi Shobozan Kosho Fumonji in Eisenbuch im Landkreis Altötting (Deutschland). Er studierte u. a. westlichen Philosophie an der Keiō-Universität in Tokio sowie Zen-Buddhologie an der Komazawa-Universität und in Eihei-ji, einem Hauptklöster der Soto-Zenschule. In Tokio war er Abt des Zen-Tempels Shinryu-an bevor er 1979 nach Deutschland übersiedelte. Seit 2017 ist Shoju Nakagawa auch Shakuhachi-Meister (japanische Bambus-Flöte) der Kinko-Schule (Reibo-Kai).
- Eko Nakamura (geboren am 8. Dezember 1967 in der Stadt Yonago, Präfektur Tottori) ist seit Oktober 2020 Äbtissin des Tempels Antaiji, in Japan mit internationaler Sangha / Gemeinschaft. ( Und damit erste weibliche Leitung des Tempels: Abt Oka Sôtan der Antaiji 1921 gründete, 2. Abt Odagaki Zuirin, 3. Abt Kishizawa Ian, 4. Abt Etô Sokuô, 5. Abt Sawaki Kôdo, 6. Abt Uchiyama Kôshô, 7. Abt Watanabe Kôho, 8. Abt Miyaura Shinyû und 9. Abt Muhô Nölke, der in Deutschland geboren wurde). Abt Muhô Nölke übertrug im März 2018 shiho an Eko Nakamura. Eko arbeite als Krankenschwester und interessiert sich u.a auch für ökologische Landwirtschaft und nachhaltige Lebensweise.
- Gudō Wafu Nishijima (1919–2014), gründete die buddhistische Gruppe Dōgen-Sangha, ist Autor mehrerer Bücher und hat das Shōbōgenzō, aus dem Altjapanischen in modernes Japanisch übersetzt. Er studierte Zen unter Kōdō Sawaki und Rempo Niwa, von dem er die Dharma-Übertragung erhielt.
- Dainichi(bō) Nōnin († ca. 1189–96), wirkte Ende des 12. Jahrhundertsmund gründete die Daruma-shū sowie den Sambō-ji Tempel. Anders als seine Zeitgenossen unternahm er selbst keine Reise in das China der Song-Dynastie. Um sich dennoch als Zen-Meister durch einen chinesischen Meister legitimieren zu lassen, schickte Nōnin zwei seiner Schüler zum chinesischen Zen-Meister Zhuoan Deguang (1121–1203). Bei ihrer Rückkehr brachten sie ein Siegel der Erleuchtung (inka) für Nōnin mit, der diesen als seinen Dharma-Nachfolger auswies.[44][45][46]
- Muhō Nölke, (* 1968), ist ein deutscher Autor, Übersetzer und Zenmeister der Soto-Linie. Er studierte u. a. bei Zen-Meister Ludger Tenryu Tenbreul. Muhô erhielt die Übertragung des Dharma (Shihō) von seinem Meister Shinyū Miyaura und war von 2002 bis 2020 der neunte Abt des japanischen Klosters Antai-ji in der Präfektur Hyōgo. Seine Nachfolgerin in Antaiji ist seit 2020 Eko Nakamura. Muhō Nölke Roshi pflegt weiterhin eine internationale Zen-Community (z. T. in Zusammenarbeit mit anderen Zen-Lehrer_innen) über Online-Präsenz, Seminare und seine zahlreichen Bücher.
- Senzaki Nyogen (1876–1958), war ein japanischer Rinzai-Zen-Meister und gilt als eine der Schlüsselfiguren in der Übertragung des Zen-Buddhismus in den Westen. Robert Aitken zählt zu seinen Schülern.

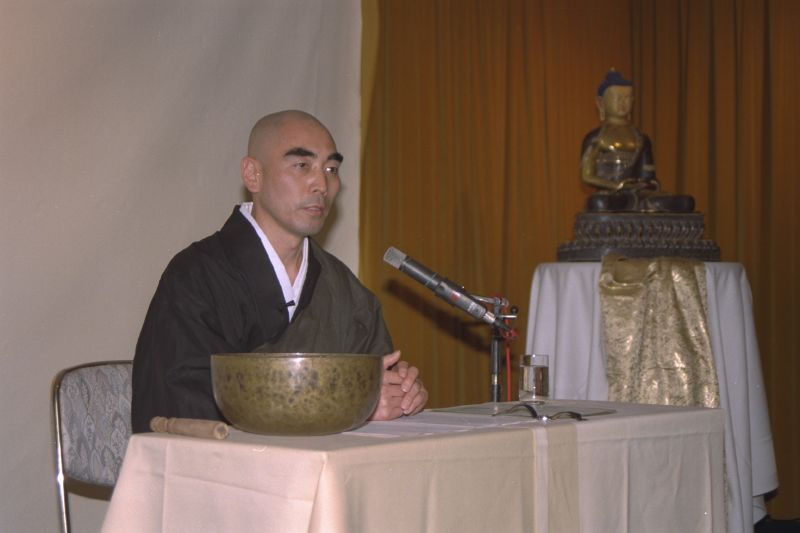
Fumon Nakagawa (1995)
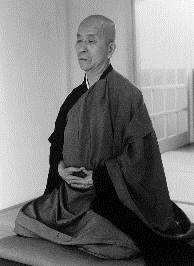
Gudo Wafu Nishijima
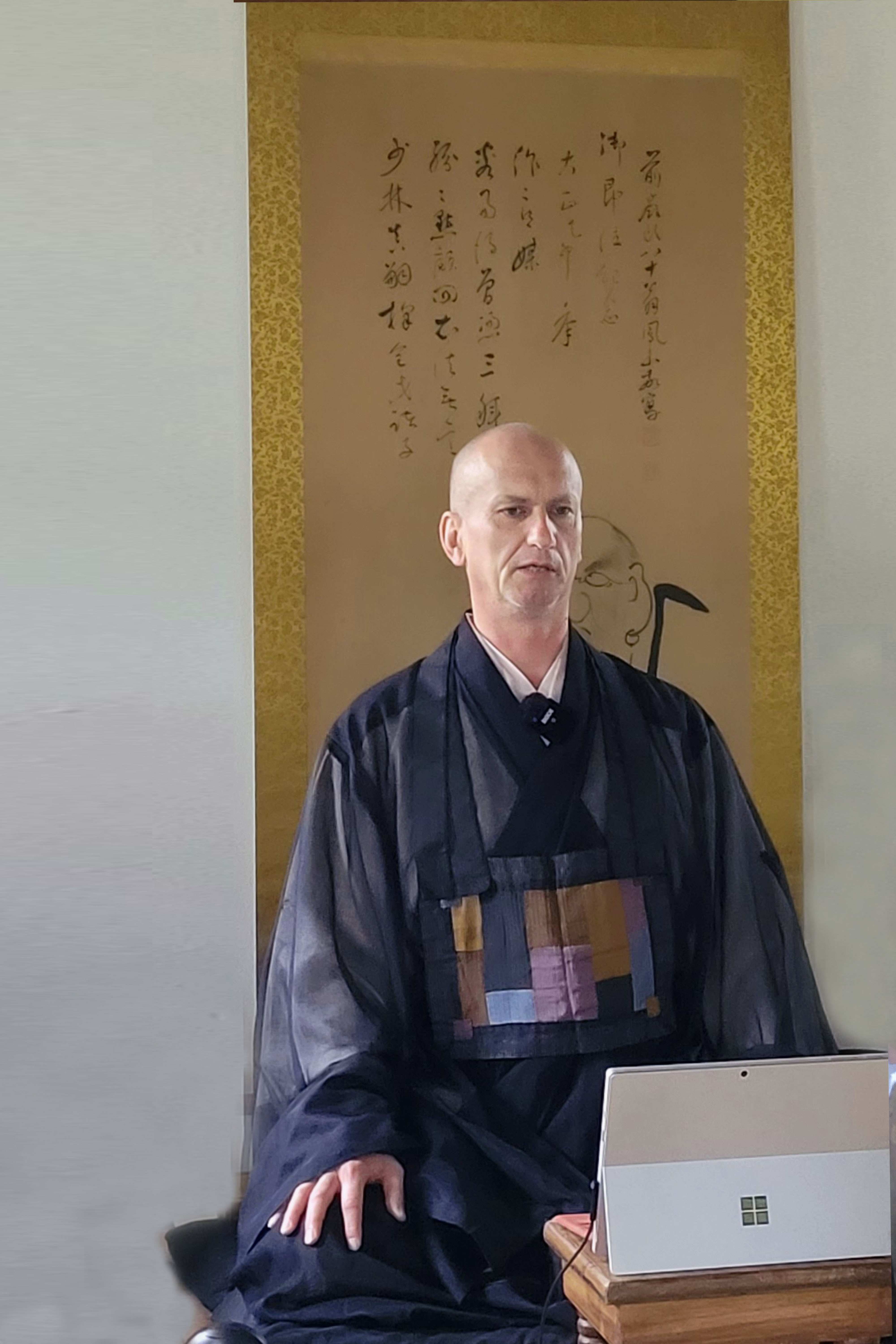
Muhō Nölke (2023)

## P
- Eveline Kogen Pascual (* 1955), ist eine deutsche Zen-Meisterin der Sōtō-Schule. Seit 1995 praktiziert sie im Kanjizai-Dojo in Aachen, dessen Mitbegründerin sie ist und das sie seit 2001 leitet. Sie erhielt die Dharma-Übertragung von Meister Roland Yuno Rech. Seit über 20 Jahren unterrichtet sie die Meditationsform Kesa-Nähen und leitet vorwiegend in Deutschland Zazen-Tage sowie Sesshin.[47]
- Gérard Chinrei Pilet (* 1949), ist ein französischer Zen-Meister und Schüler des japanischen Zen-Meisters Deshimaru. Er unterrichtet Sôtô-Zen-Buddhismus im Zen-Dojo von Annonay in der Ardèche in Frankreich. Darüber hinaus leitet er Sesshins in Frankreich und Europa. Im Jahr 2009 erhielt Pilet die Dharma-Übertragung von Yuko Okamoto.[48][49]

- Pedro Kaiten Piquero (* 1976). ist ein spanischer Pianist, Übersetzer und Soto-Zen-buddhistischer Mönch. Er erhielt 2017 die Übertragung des Dharma in der Linie von Gudo Wafu Nishijima und unterrichtet am Zendo Gudo (Dogen Sangha Spanien). Als Übersetzer gab er gemeinsam mit Nishijima das Shōbōgenzō von Eihei Dogen heraus.[50]

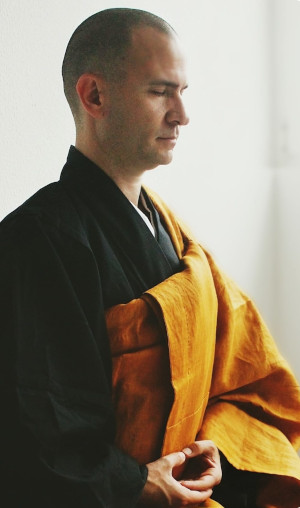
Pedro Kaiten Piquero

## Q
- Thomas Kairyu Quitschau (* 1955), ist ein deutscher Zen-Meister und Leiter des Kyôdaizan in Leipzig, einem Dojo der Zen-Vereinigung-Deutschland. Seit 1978 praktiziert er Zazen. Ab 1979 war er Schüler von Taisen Deshimaru, gründete 1981 das Zen-Dojo Gyojin in Lübeck und leitete es bis 2000. Nach dem Tod von Meister Deshimaru wurde er 1982 Schüler von Ludger Tenryu Tenbreul, von dem er im Jahre 2003 die Dharma-Übermittlung erhielt.[51]

## R
- Rinzai Gigen, japanischer Name für Linji Yixuan.
- Roland Yuno Rech (* 1944), ist ein französischer Zen-buddhistischer Meister und Autor. Er leitet den Tempel Gyobutsu-ji in Nizza (Frankreich) und Sesshins in mehreren Ländern, vor allem in Frankreich, Belgien, Deutschland und Italien.[52]

## S
- Seung Sahn (1927–2004), war ein südkoreanischer Zen-Meister. Er erhielt vom Zen-Meister Ko Bong im Alter von 22 Jahren die Dharma-Übertragung und gründete die Kwan Um Zen Schule in der USA. Die Schule unterhält heute Zentren in allen Teilen der Erde, mit Schwerpunkt in den USA, Europa und Asien.
- Ōi Saidan (1915–2018[53]), war der Oberpriester der Rinzai-shū-Linie, 1921 wurde er Priester im Moshō-ji, 1940 machte er seinen Abschluss in Philosophie an der Universität Kyōto und wurde 1948 Abt am Moshō-ji. Dort öffnete er die Zen-Schulung für Laien, Frauen und Schüler aus dem Westen.
- Ama Samy (* 1936) eigentlich Arokiasul Maria Arokiasamy, ist ein burmesischer christlicher Priester, der erste autorisierte Zen-Meister in Indien und der Gründer des Meditationszentrums Bodhi Zendo in Südindien. 1982 erhielt er von Yamada Rōshi die Dharma-Übertragung und somit die Erlaubnis Zen zu lehren. Die internationale Gemeinschaft seiner Zen-Studierenden nennt sich Bodhi Sangha.
- Kyozan Joshu Sasaki (jap. Sasaki Jōshū; 1907–2014), war ein japanischer Rinzai-Rōshi, der seit 1962 in den USA lebte und der Gründer und Abt des Mount Baldy Zen Center.
- Kōdō Sawaki (1880–1965), war ein japanischer Zen-Meister, Abt und Autor. Sein Nachfolger als Abt in Antai-ji wurde Kōshō Uchiyama der viele seiner Zen-Sprüche gesammelt und veröffentlicht hat. Sawaki hatte auch auf das Zen in Europa großen Einfluss durch Taisen Deshimaru, der von Sawaki kurz vor seinem Tod ordiniert wurde. Muhō Nölke hat seine Bücher ins Deutsche übersetzt.
- Laure Hosetsu Scemama (* 1948), hat sich in den Dōjōs von Marrakesch und Toulon engagiert, war Gründungsmitglied des Klosters Kanshoji (Dordogne) und gründete 2003 das Zen-Zentrum in Limoges. Sie unterrichtet Soto-Zen in Frankreich sowie anderen Ländern und erhielt 2008 die Dharma-Übertragung von Donin Minamizawa Rōshi. Sie ist ein Kyoshi (zertifizierter Lehrer), stellvertretende Äbtissin des Klosters Kanshoji und eine der Verantwortlichen der AZI.[54]
- Irmgard Schlögl (1921–2007), ging 1960 nach Japan, um als eine der ersten westlichen Frauen Zen kennenzulernen und gehörte zu den ersten autorisierten westlichen Zen-Meistern.[55] 1984 wurde sie mit dem Namen Myokyo-ni zur Rinzai-Nonne geweiht. Sie gründete 1979 das Zen Centre in London und wirkte fortan sowohl als Übersetzerin von Zen-Schriften als auch als Zen-Lehrerin.
- Ryōun-ken Henry Schukman Rōshi (*?), ist britischer Schriftsteller, Dichter und Zen-Meister. Er begann im Alter von 25 Jahren mit der Transzendentalen Meditation und wechselte ein paar Jahre später unter der Anleitung verschiedener Lehrer in Großbritannien und der USA zu Zen. 2007 traf er seine ersten Zen-Lehrer Joan Rieck Rōshi, Zen-Lehrer John Gaynor und Ruben Habito Rōshi. Seit 2007 hat er unter Yamada Ryōun Rōshi trainiert und im Jahr 2020 von diesem die Dharmaübertragung erhalten. Zudem wurde er im selben Jahr zum Sanbōzen-Zen-Meister (Shōshike) ernannt. Derzeit ist er als Lehrer des Mountain Cloud Zen Center in Santa Fe, USA tätig und unterrichtet auch auf dem Sonnenhof in Deutschland.[56]
- Franziska Jinen Schneider (*?), Schweizerin, Gründerin und Leiterin des Zen-Zentrums im grünen Ring mit Sitz in St. Gallen (CH). Dharma-Übertragung durch Roshi Eve Myonen Marko (USA) in der Linie der Zen Peacemakers und der White Plum Zen-Linie (Soto-Zen). Sie ist Mitbegründerin des Zen Peacemaker Ordens und von Zen Peacemakers International.[57]

- Sengcan (Pinyin Sēngcàn, W.-G. Seng-ts'an; jap. Sosan; † 606), war der dritte Patriarch des Chan in China.
- Narita Shuyu (1914–2004), war ein japanischer Zen-Meister, der rund 30 Jahre zusammen mit Taisen Deshimaru bei Kodo Sawaki praktizierte. Er war der Erste, der von Meister Deshimaru die Übermittlung des Dharma (Shiho) erhielt. Narita Roshi war Abt des Todenji-Tempels in Japan und unterstützte die Mission von Meister Deshimaru innerhalb des japanischen Soto-Zen.[58]
- Takuan Sōhō (1573–1645), war ein Zen-Meister im Japan des 17. Jahrhunderts. Seine Schriften übten großen Einfluss auf die weitere Entwicklung des Zen und der japanischen Kampfkünste aus.
- Ikkyū Sōjun (1394–1481), war ein japanischer Zen-Meister, Dichter und einer der Schöpfer der japanischen Teezeremonie. Berühmt und umstritten war und ist Ikkyū für seine erotischen Gedichte und seine Angriffe auf die Zen-Aristokratie. Ikkyū ist eine der bedeutendsten (und exzentrischsten) Figuren der Zen-Geschichte. Für japanische Kinder ist er ein Volksheld, boshaft und seine Lehrer und den Shōgun immer wieder überlistend.
- Seckō Sōshin (1408–1486) Japanischer Rinzai-Mönch der Ashikaga-Periode (1392–1568), der den Zen-Stil am Myôshin-ji wiederbelebte und die Gebäude und Anlagen renovierte. Er war Abt in verschiedenen großen Rinzai-Klösttern, darunter Myôshin-ji und Daitoku-ji. Nach seinem Tod wurde er als Butsunichi Shinshô Zenji (Zen-Meister Wahres Licht der Sonne des Buddha) geehrt.[59]
- Beate Genko Stolte (*?), deutsche Zen-Lehrerin und erste Dharma-Nachfolgerin von der US-amerikanischen Zen-Meisterin Joan Halifax. Stolte praktiziert seit über 30 Jahren Zen und wurde in der Linie von Shunryū Suzuki Roshi und Baker Roshi ordiniert. Sie praktizierte in buddhistische Sanghas in den USA, der Schweiz und Deutschland. Darüber hinaus studierte sie Zen in Japan. Sie war Gründungsmitglied, Direktorin und Geschäftsführerin des Buddhistischen Studienzentrums Deutschland. Anschließend wirkte sie mehrere Jahre als Co-Äbtissin und Lehrerin am Upaya Zen Center in den USA. Im Jahr 2013 kehrte sie nach Europa zurück und lehrt seither in den USA und Europa.[60][61]
- Wu Bong Sunim (1950–2013), war ein polnischer Zen-Meister der Kwan-Um-Zen-Schule und europäischer Hauptlehrer dieser Schule. Er erhielt die Lehrberechtigung (Inka) von Zen-Meister Seung Sahn.
- Shunryu Suzuki (1905–1971), war ein japanischer Zen-Meister der Sôtô‐Schule, der Zen in den USA populär machte. Während des Zweiten Weltkrieges war er Anführer einer pazifistischen Bewegung in Japan.

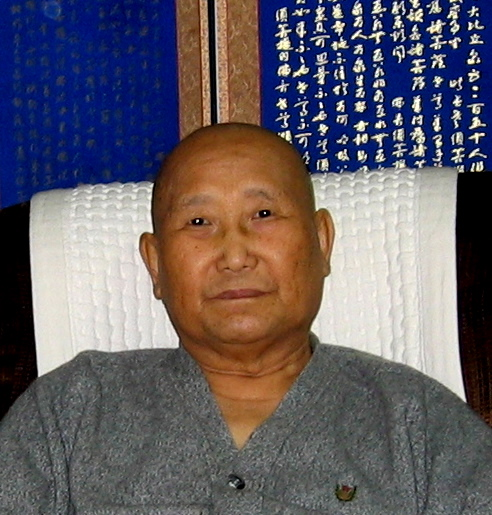
Seung San (1927–2004), war ein koreanischer Seon-Meister
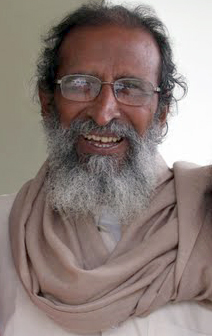
Ama Samy, burmesischer Zen-Meister und christlicher Priester
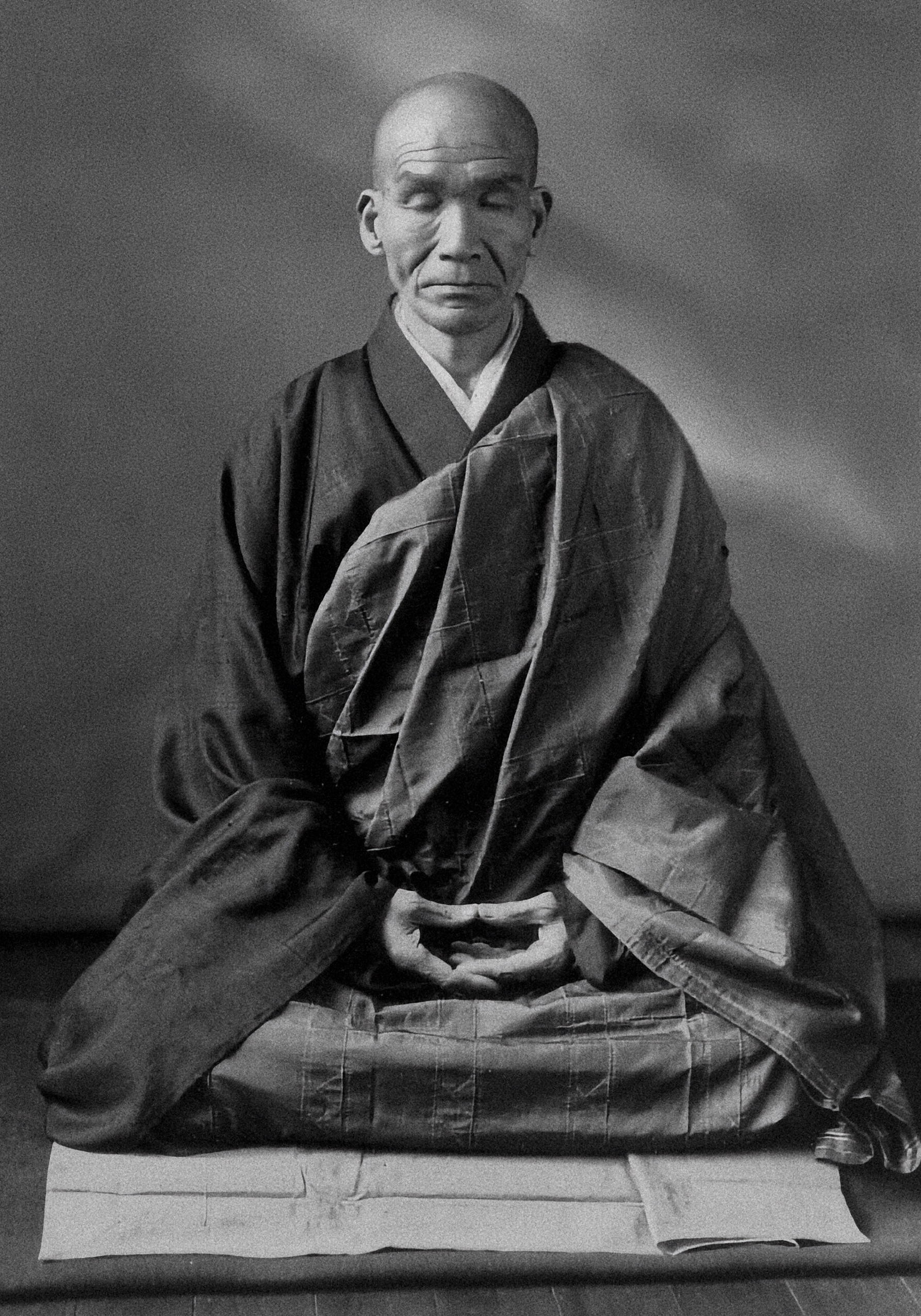
Kōdō Sawaki (1880–1965), war ein japanischer Zen-Meister
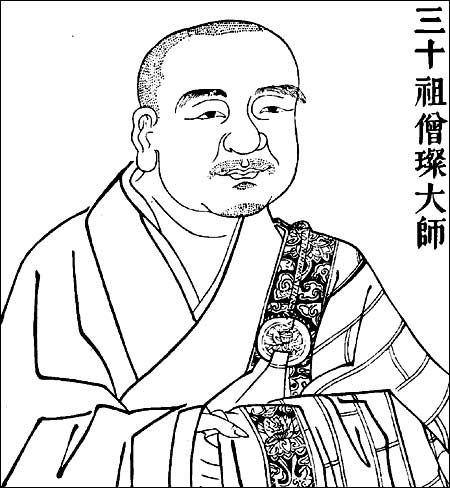
Sengcan († 606) war ein chinesischer Chan-Meister
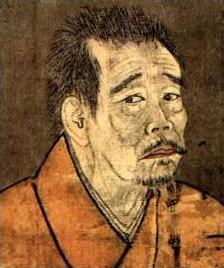
Ikkyū Sōjun (1394–1481), war ein japanischer Zen-Meister und Dichter
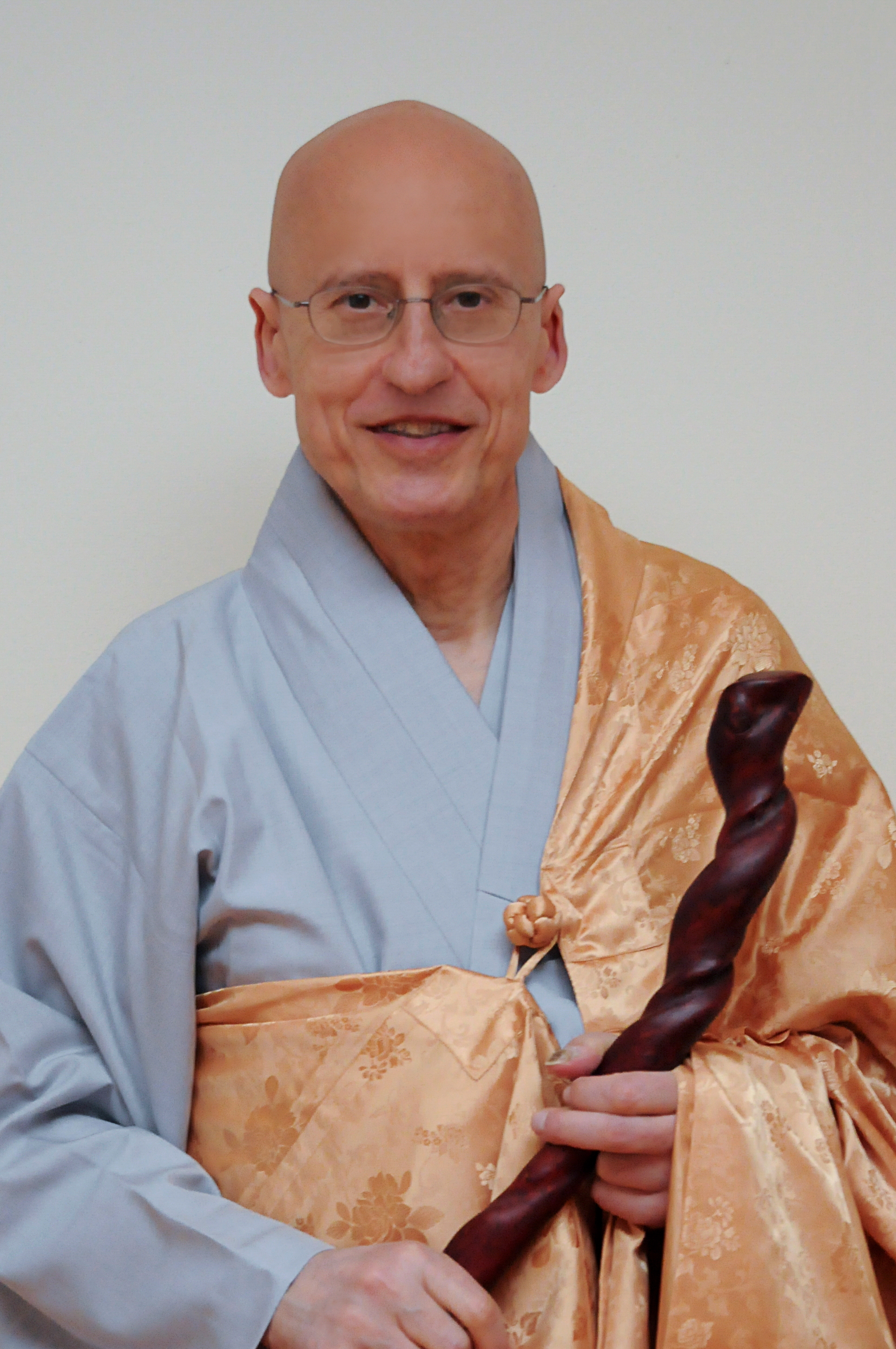
Wubong

## T
- Ta-hsiu Cheng-nien (1215–1289; jpn.: Daikyû Shônen) war ein chinesischer Rinzai-Meister, der in der späten Sung-Dynastie gelebt hat. Er hat dazu beigetragen, dass das Rinzai-Zen nach Japan übertragen wurde. In China wurde Ta-hsiu der Dharma-Nachfolger von Shih-chi Hsin-yueh. Im Jahr 1269 ging er nach Japan. Er arbeitete als Abt in mehreren Kamakura-Zen-Tempeln, zum Beispiel in Jufuku-ji, Kenchô-ji und Engaku-ji. Außerdem war er der Gründungsabt des Jôchi-ji. Nach seinem Tod wurde er Butsugen Zenji genannt, was so viel heißt wie Zen-Meister Buddhas Quelle.[62]
- Kankyo Tannier (* 1974[63] als Isabelle Tannier Lorca), ist eine französische Zen Meisterin, buddhistische Nonne, Lehrerin der Sōtō-shū und Autorin. Sie gründete und leitet das Zen-Meditation Zentrum in Luxemburg.[64]
- Thích Nhất Hạnh (1926 als Nguyễn Xuân Bảo – 2022), war ein vietnamesischer buddhistischer Mönch, Schriftsteller und Lyriker. Neben dem Dalai Lama war Thích Nhất Hạnh ein zeitgenössischer Repräsentant der buddhistischen Lehre. Sein Denken war durch eine große Offenheit gegenüber verschiedensten buddhistischen Traditionen kennzeichnet. Er initiierte in Waldbröl (Deutschland) die Gründung des Europäischen Institutes für Angewandten Buddhismus (EIAB).
- Ludger Tenryu Tenbreul (* 1956), lehrt im Tempel Mokushozan Jakkoji in Schönböken (Deutschland) und im Shogozan Zenkoji in Berlin. Er erhielt das Shiho, die Übermittlung des Dharma, von Narita Shuyuki. Tenbreul ist Präsident und Gründer der Zen-Vereinigung Deutschland. 2011 veröffentlichte er das Buch 'Mitten im Herbst'. 2015 wirkte er im Film 'Stopping – wie man die Welt anhält – Wege zur Meditation' mit. Von der Sōtō-shu als Dendokyoshi bestätigte Schüler von Meister Tenryu sind Michael Shudo André (u. a. im Zen-Zentrum Schönböken aktiv), Thomas Kairyu Quitschau (Leiter des Zen-Dojo Kyôdaizan in Leipzig) und Andreas Seihō Woller (Leiter des Zen-Dojo Mokusho-Do in Münster).[65]
- Raphaël Dôkô Triet (* 1950), praktiziert seit 1971 Zen und ist Schüler von Meister Taisen Deshimaru. Nach Deshimarus Tod war er von 1990 bis 1995 Leiter des Pariser Soto Dojo und einer der Leiter und Lehrer der AZI. Im Jahr 1998 erhielt er die Dharma-Übertragung von Meister Yuko Okamoto. Im gleichen Jahr gründete er das Dojo Lissabon Trier unterrichtetein Spanien und Portugal, insbesondere im Seikyuji-Tempel in der Nähe von Sevilla, dessen Abt er ist, sowie bei anderen Sesshins in Europa und im Gendronnière-Tempel in Frankreich.[66]

## U
- Gudō Uchiyama (1874–1911), war ein Abt in der Sōtō-Zen-Tradition Japans. Anders als andere Zen-Meister hat Uchiyama nicht den Kaiser (Tenno) verherrlicht, sondern sich für demokratische Rechte eingesetzt. 
Er betonte, dass die Sangha eine gemeinschaftliche Lebensweise ohne Privateigentum ist.[67] Er wurde zusammen mit mutmaßlichen Verschwörern sowie der Feministin Kanno Sugako, 1911 zum Tode verurteilt und umgehend hingerichtet.[68]
- Kōshō Uchiyama (1912–1998), war ein Soto Zenmeister der 1941 von Kodo Sawaki zum Mönch ordiniert wurde, sich um seinen Meister bis zu dessen Tod 1965 im Kloster Antai-ji kümmerte und sein Nachfolger als Abt im Antai-ji wurde. Gemeinsam haben sie dafür gesorgt, dass Antaiji ein Ort wurde, an dem man sich ganz auf die Praxis des reinen Zazen konzentrieren kann. Bekannt wurde er auch durch seine vielen Bücher, die zum Teil ins Deutsche übersetzt wurden.

## W
- Olivier Wang-Genh (* 1955), ist französischer Mönch, Sôtô Zen-Meister und langjähriger Leiter des Dōjō von Straßburg in Frankreich. Er gründete 1999 den Tempel Kosan Ryumon Ji in Weiterswiller im Elsass und war Präsident der Buddhistischen Union Frankreichs.[69] Er war Schüler von Taisen Deshimaru und erhielt die Dharma-Übertragung von seinem japanischen Meister Dosho Saikawa.
- Brad Warner (* 1964), ist ein US-amerikanischer Sōtō‐Zen-Meister, Autor, Musiker, Filmemacher und Blogger der von Gudō Wafu Nishijima die Dharma-Übertragung bekam.
- Zen-Meisterin Dagmar Doko Waskönig ist Dharma-Nachfolgerin von Gudo W. Nishijima Roshi. Sie ist u. a. Autorin und leitet in Hannover das Soto-Zen Dojo Shobogendo.
- Jiko Simone Wolf (* 1940) Schülerin von Meister Taisen Deshimaru. Nach seinem Tod gründete sie 1982 das Zen-Zentrum von La Chaux-de-Fonds in der Schweiz. 2004 erhielt sie die Dharma-Übertragung von Yuko Okamoto Rōshi und gründete 2009[70] den Ryokuinzan-Kōsetsu-ji-Tempel in der Nähe von La Chaux-de-Fonds, verbreitet Sōtō-Zen hauptsächlich in der Schweiz sowie im Zen-Tempel La Gendronnière und sie ist eine der Verantwortlichen der AZI.[71] Sie ist Äbtissin des Tempels Kosetsu-Ji in der Schweiz und leitet regelmäßig Sesshins und Workshops im Tempel La Gendronnière.
- John Gendo Wolff, Roshi (* 1958), ist der US-amerikanische spirituelle Leiter der Great Wave Zen Sangha und Abt des Myogenji (Subtle Source) Tempels in Ludington, Michigan. Er ist seit über 30 Jahren Zen-Praktizierender und Priester in der White Plum Linie. Er empfing die Dharma-Übertragung (Shiho) von Myoyu Roshi.[72]
- Andreas Seiho Woller (* 1952), ist ein deutscher Zen-Meister und praktiziert seit 1978 Zazen. Von 1980 bis 1982 war er Schüler von Taisen Deshimaru. Danach war er Schüler von Ludger Tenryu Tenbreul. Seit 1986 leitet er das Zen-Dojo Mokusho-Do in Münster. 2003 hat Tenryu ihm die Dharma-Übermittlung gegeben.[73]

## X
- Huangbo Xiyun (Pinyin Huángbò Xīyùn, W.-G. Huang-po Hsi-yün; jap. Ōbaku Kiun; † 850), war einer der größten chinesischen Chan-Meister und Wegbereiter des chinesischen Linji-Chan und des japanischen Rinzai-Zen.

## Y
- Yin-Yüan Lung Ch’i (1592–1673) (jap. Ingen Ryūki), war ein chinesischer Zen-Mönch, der in Japan die dritte bedeutende Zen-Schule, die Ōbaku-shū begründete. Yin-Yüan wird in Japan immer als Ingen bezeichnet, dabei ist er nicht zu verwechseln mit anderen gleichnamigen Mönchen, deren Namen mit anderen Kanji geschrieben, jedoch gleich gelesen werden, so z. B. der Sohn Taira Motohiras oder der Abt des Kenchō-ji.
- Hsu Yun (Pinyin Xūyún; Geburtsname Xiāo Gǔyán; 1840–1959) war ein chinesischer Chan-Meister und einer der einflussreichsten buddhistischen Lehrer des 19. und 20. Jahrhunderts.
- Yúnmén Wényǎn (jap. Ummon; 864–949), war ein Meister des Chan, der am Ende der Tang-Dynastie lebte und gilt als Gründer der Wolken-Tor Schule, auf die sich alle heute noch existierenden Zen-Traditionen gründen. Yunmen gilt als Urheber vieler bekannter Zen-Zitate und Koans, wie des bekannten Spruchs „Jeder Tag ist ein guter Tag!“.
- Linji Yixuan (Pinyin Línjì Yìxuán, W.-G. Lin-chi I-hsüan; jap. Rinzai Gigen; † 866/867), ist der Begründer der nach ihm benannten Schule Linji zong, des Meditationsbuddhismus (Chan) im Kaiserreich China.

## Z
- Dōgen Zenji (1200–1253) auch Kigen oder nach dem von ihm gegründeten Tempel Eihei-ji genannt, war ein einflussreicher Abt der die Chan-Schule aus dem Kaiserreich China nach Japan übertrug. Er erwachte, als sein chinesischer Meister einem Mönch einen Schlag versetzte und rief: „Leib und Seele fallen ab“ (jap. shinjin datsuraku). Sein Meister Nyojō anerkannte die Echtheit des Erlebnisses.[74]
- Shibayama Zenkei, war Zen-Meister der Rinzai-Schule und Abt des Klosters Nanzen-ji in Kyōto. Er erhielt von seinem Abt Bukai Kono die Dharma-Übertragung. Zu seinen Schülern zählt Keidō Fukushima, Abt des Tōfuku-ji.
- Doris Zölls (* 1954) mit dem Zen-Namen Myô-en An, ist deutsche Pfarrerin und Zen-Meisterin der Zenlinie Leere Wolke. Der deutsche Benediktiner-Mönch und Zen-Meister Willigis Jäger übertrug Zölls das Dharma der Zenlinie „Leere Wolke“.
- Hongzhi Zhengjue (chin. hóng zhì zhèng jué, jap. Wanshi Shōgaku) (1091–1157), war ein bedeutender chinesischer Chan-Meister der Caodong-Schule (chin. caódòng zōng; jap. Sōtō-shū) in der Zeit der Song-Dynastie. Er erhielt von Chan-Meister Danxia Zichun das Siegel der Übertragung.
- Michael David Zimmerman (* 1943), ist US-amerikanischer Zen-Meister und Rechtsanwalt.

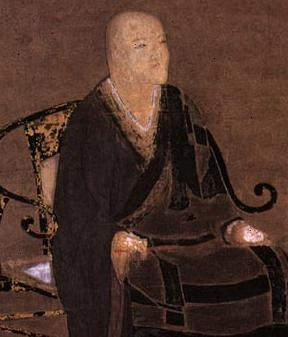
Dōgen Zenji (1200–1253), war ein japanischer Soto-Zen-Meister
Shibayama Zenkei, war ein japanischer Zen-Meister der Rinzai-Schule
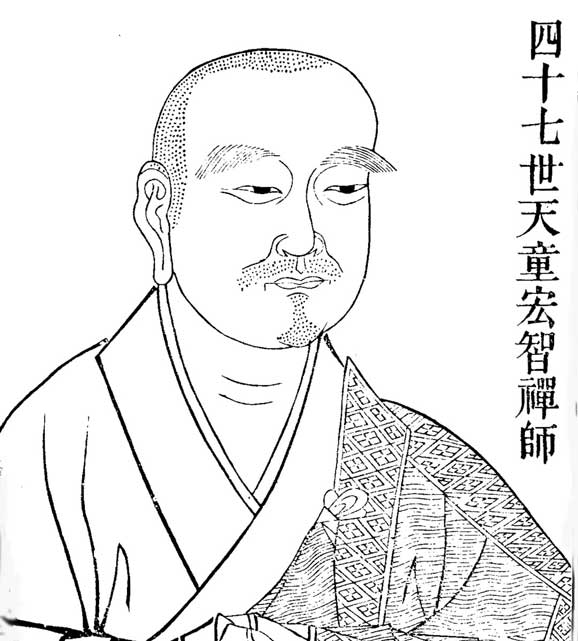
Hongzhi Zhengjue (1091–1157), war ein chinesischer Chan-Meister der Caodong-Schule